# John Zegrus
John Allen Kuchar Zegrus (ジョン・アレン・カッチャー・ジーグラス, Jon Aren Kacchā Jīgurasu) est le nom rapporté d'un homme détenu en 1960 au Japon pour fabrication présumée de documents. Il est surnommé l'« homme mystérieux » (ミステリー・マン) par l'actualité japonaise à l'époque. L'histoire de l'incident qui entoure sa falsification de documents donne naissance à certaines légendes urbaines qui lui donnent le surnom de l'homme de Taured.

## Incident
En octobre 1959, un homme enregistré sous le nom de John Allen Kuchar Zegrus, âgé de 36 ans, entre au Japon avec sa femme coréenne. Trois mois plus tard, il est arrêté par la police de Marunochi (ja) qui le soupçonne d'usurpation d'identité. Il tente d'encaisser un chèque de 200 000 yens et un chèque de voyage de 140 dollars (environ 50 400 yens à l'époque) au bureau japonais de la Chase Manhattan Bank, ainsi que 100 000 yens au bureau japonais de la Banque de Corée.
L'affaire est prise en charge par Atsuyuki Sassa (ja) du Bureau de la sécurité publique du Département de la police métropolitaine de Tokyo qui écrira plus tard sur Zegrus dans ses mémoires. Bien que son passeport contienne les cachets des ambassades japonaises dans différents pays d'Asie de l'Est, il est établi que le passeport est contrefait. De plus, un visa est délivré par l'ambassade du Japon à Taipei (désormais réorganisée sous le nom de Japan-Taiwan Exchange Association)[pas clair].
Selon les archives, Zegrus prétend qu'il est né aux États-Unis, aurait ensuite déménagé au Royaume-Uni via la Tchécoslovaquie et l'Allemagne. Pendant la Seconde Guerre mondiale, il aurait été pilote de la Royal Air Force et capturé par les Allemands. Après la guerre, il aurait vécu en Amérique latine. Plus tard, il serait devenu un espion pour les Américains en Corée du Sud, et servi comme pilote en Thaïlande et au Viêt Nam. Il aurait ensuite rejoint  la République Arabe unie. Il serait venu au Japon pour une mission secrète, comprenant le recrutement de volontaires militaires japonais pour la République arabe unie. Finalement, après avoir contacté les pays mentionnés, aucun fait n'est avéré, et il est prouvé que les tampons de son pseudo-passeport sont fabriqués. 
Le 10 août 1960, le tribunal du district de Tokyo examine l'affaire et condamne Zegrus à un an de prison. Après l'annonce, il tente de se suicider en se coupant les veines avec un morceau de verre qu'il apporte au tribunal,.
Après sa libération, Zegrus est expulsé du Japon vers Hong Kong. Sa femme est déportée en Corée du Sud.

## Dans les légendes urbaines
Dans un numéro du 15 août 1960 de The Province, l'histoire est rapportée avec quelques modifications. Le journal déclare dans un article intitulé Man with his own country (L'homme et son propre pays) affirme que John Allen Kuchar Zegrus prétend être un « Éthiopien naturalisé et un agent de renseignement du colonel Nasser », et est porteur d'un passeport émis à « Tamanrasset, la capitale de Taured, dans le sud du Sahara ». Taured est probablement touareg mal orthographié, et Tamanrasset est une province réelle en Algérie. Le journal cite également un texte en caractères latin d'une langue indéchiffrable qui sera nommée langue de Taured. Plus tôt le 29 juillet 1960, l'histoire sous cette forme est mentionnée à la Chambre des communes britannique, lorsqu'elle est citée par Robert Mathew comme un argument selon lequel « les passeports ne sont pas de très bons contrôles de sécurité »,.
L'affaire est mentionnée depuis 1964 dans les livres de Jacques Bergier. Selon sa version de l'histoire, un habitant de Taured, un pays d'Afrique de l'Est qui « s'étendait de la Mauritanie au Soudan et comprenait une grande partie de l'Algérie », est arrêté en 1954 au Japon lors d'un contrôle de passeport et enfermé dans un hôpital psychiatrique où il est révélé qu'il est venu « acheter des armes pour la véritable Légion arabe ». Le pays dans cette histoire fait allusion à la République arabe unie, qui comprend en fait la Syrie et l'Égypte modernes. En 1981, l'histoire est mentionnée dans un livre, The Directory of Possibilities, de Colin Wilson et John Grant, avec Tuareg mal orthographié à nouveau comme Taured.
Enfin, une histoire présentée sur divers sites japonais consacrés aux légendes urbaines et aux histoires occultes raconte qu'un homme d'une autre dimension est arrivé à l'aéroport de Haneda en 1954. Il possède un passeport de Taured et, interrogé sur son pays, il pointe Andorre, mais est confus car il n'a jamais entendu parler d'Andorre. Il est placé dans un hôtel avec deux gardes pour enquête, mais disparait de là le lendemain matin. 